# De unga vilda
De unga vilda (originaltitel: The Sweet Ride) är en amerikansk långfilm från år 1968 som regisserades av Harvey Hart.

## Handling
Den åldrande tennisspelaren Collie Ransom, den unge surfaren Denny McGuire och den unge musikern Choo-Choo Burns utgör ett kompisgäng som bor i Malibu. Denny blir förälskad i Vickie Cartwright på stranden. Vickie blir misshandlad av sin pojkvän efter att ha haft sex med ledaren för ett motorcykelgäng.
Collie och Denny bestämmer sig för att hämnas på gängledaren.

## Rollista i urval
- Michael Sarrazin - Denny McGuire
- Jacqueline Bisset - Vickie Cartwright
- Anthony Franciosa - Collie Ransom
- Bob Denver - Choo-Choo Burns
- Michele Carey - Thumper Stevens
- Michael Wilding - Mr. Cartwright
- Lara Lindsay - Martha
- Norma Crane - Mrs. Cartwright
- Warren Stevens - Brady Caswell